# Рух жінок Індонезії

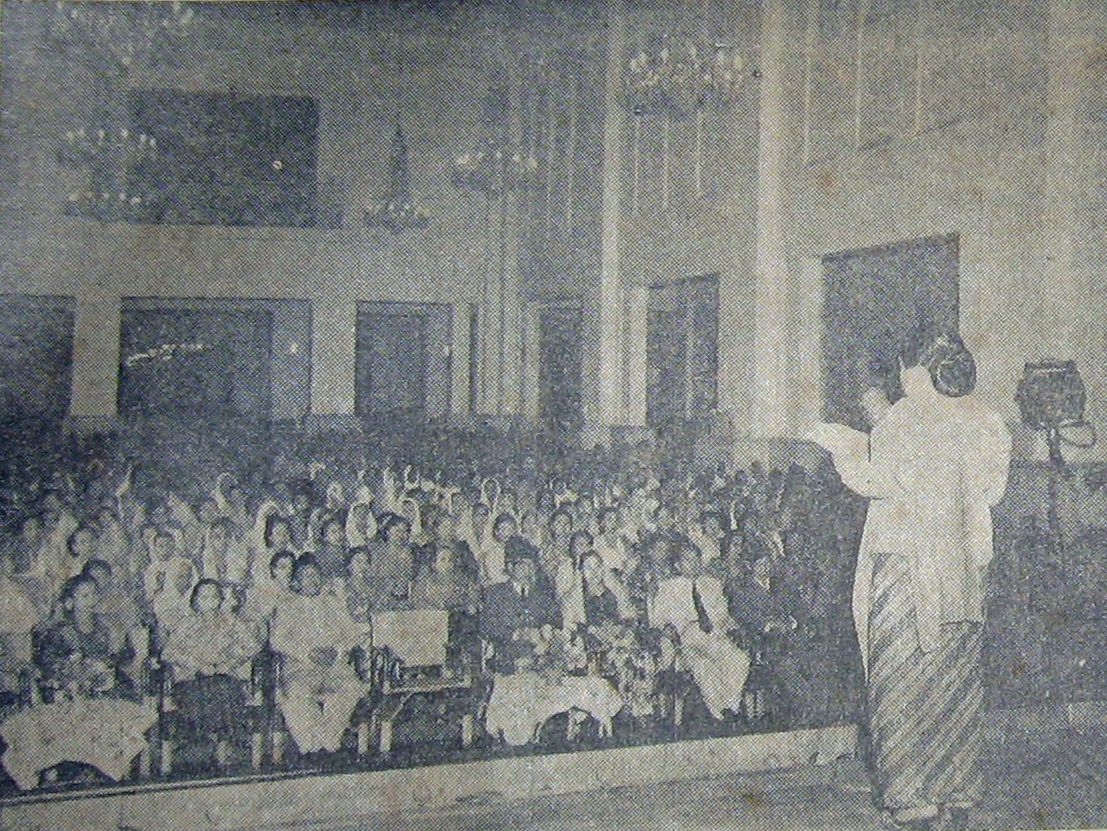
1954

Рух жінок Індонезії (індонез. Gerakan Wanita Indonesia, Gerwani) — жіноча організація Комуністичної партії Індонезії, що діяла протягом 1950-1960-х років. Заснована 1950 року, до 1957 року налічувала понад 650 000 членів. Попри близькі зв'язки з комуністичною партією, Gerwani була самостійною організацією, яка виступала з соціалістичними і феміністичними вимогами, включно з реформою шлюбного права і прав трудящих, а також підтримувала прихильників індонезійського націоналізму. Після повстання 30 вересня 1965 року Рух жінок Індонезії було заборонено, багатьох членкинь убито. Президент Сухарто часто представляв цю організацію як зразок аморальності, яка, на його думку, панувала в індонезійському суспільстві до 1965 року.

## Історія організації
Попередниця Gerwani — організація Gerwis була заснована в червні 1950 року шляхом об'єднання шести жіночих організацій, що діяли на острові Ява, згодом до неї приєдналися інші організації з різних районів Індонезійського архіпелагу. В Руху жінок було безліч філій по всій країні і головна штаб-квартира в Семаранзі (також відомому як «Червоне місто» через значний вплив на нього лівих організацій).
Протягом всієї історії Gerwani в ній була внутрішня напруженість між «комуністичним» крилом, що схвалювало асоціацію Руху жінок з комуністичною партією, і «феміністичним» крилом, яке вимагало більшої самостійності. Однак, ця напруженість ніколи не переростала у відкрите зіткнення.
На початку діяльності Gerwani організувала кампанії, спрямовані на зміну індонезійського законодавства і зрівняння чоловіків і жінок у правах. Найбільший акцент робився на реформу шлюбного права, яке обмежувало жінок щодо права спадкування нерухомості і дозволяло полігамні шлюби. У місцевому масштабі організація надавала допомогу жінкам, які стали жертвами насильства і розлучалися зі своїми чоловіками. Значна частина членів Gerwani належала до середнього класу, але організація вела широку пропаганду серед робітничого класу і селянства.
На початку 1960-х років Gerwani збільшила свій вплив на ситуацію в країні, значно зміцніли її зв'язки з КПІ, при цьому зменшився вплив «феміністського крила». Організація стала активно співпрацювати з президентом Сукарно, який виявляв повагу до її політики, попри розбіжності щодо багатоженства індонезійського президента, яке здавалося багатьом членам Gerwani жахливим. 1965 року в організації перебувало близько 1,5 мільйона членів.

## Розгром
Після повстання 30 вересня 1965 року Gerwani разом з іншими лівими партіями і організаціями була заборонена. Представники військових кіл стверджували, що члени Руху жінок сприяли «Руху 30 вересня», а крім того — танцювали на публіці в голому вигляді, кастрували чоловіків і здійснювали інші подібні розпусні дії. Велика частина сучасних істориків вважають ці твердження неправдивими. В ході антикомуністичних репресій в середині 1960-х років тисячі членкинь Gerwani було зґвалтовано і вбито.